# Шарл Делоне
Шарл Делоне (фр. Charles Delaunay; Винеј Сен Фирмен, 18. јануар 1911 — Париз, 16. фебруар 1988) је био француски писац, стручњак за џез, саоснивач и дугогодишњи вођа Hot club de France. Његови родитељи су били уметници Робер и Соња Делоне. Током Другог светског рата био је члан покрета отпора. Заједно са Игом Панасјеом (фр. Hugues Panassié) уређивао је Le Jazz Hot, један од најстаријих џез магазина. Био је аутор прве џез дискографије. Такође је радио и као уметник. Умро је од Паркинсонове болести 1988. године.